# Zdeněk Jánoš
Zdeněk Jánoš (Kněžpole, 11 maggio 1967 – Praga, 15 settembre 1999) è stato un calciatore ceco, di ruolo portiere.

## Biografia
Nacque a Kněžpole, presso Uherské Hradiště, nell'attuale Repubblica Ceca.
Nel 1999, quando Jánoš giocava per il Dukla Příbram, dopo una sessione di allenamento fu coinvolto in un incidente scontrandosi con la sua vettura contro un autobus, e perì sul colpo. In quel periodo era considerato come uno dei migliori portieri del campionato ceco. Nel 1999 venne eletto postumo Personalità ceca dell'anno. Dal 1999, ogni anno si tiene un torneo giovanile ed un torneo di calcetto nella sua città natale, Kněžpole, entrambi alla sua memoria.

## Palmarès

### Club

#### Competizioni nazionali
- Coppa Piano Karl Rappan: 2

Slavia Praga: 1992, 1993

### Individuale
- Personalità ceca dell'anno: 1

1999